# ドンカスター・ローヴァーズFC
ドンカスター・ローヴァーズ・フットボール・クラブ（Doncaster Rovers Football Club）は、イングランド、サウス・ヨークシャー州、ドンカスターを本拠地とするサッカークラブチームである。2022-2023シーズンはEFLリーグ2（4部相当）に所属。

## 歴史
1879年に設立。地域リーグに所属したのち、1901-02シーズンにイングリッシュ・フットボールリーグ初参入。セカンドディビジョンに所属した。2年後に地域リーグに降格するが、1年で再びフットボールリーグに再加入した。しかし1年で再び地域リーグへ降格した。
1923-24シーズンに19年ぶりにフットボールリーグに復帰。サードディビジョン・ノースに所属した。1934-35シーズンに優勝し、セカンドディビジョンに30年ぶりに昇格。その後2〜3部の間を行き来したのち、1950年代は概ねセカンドディビジョンに所属したが、1957-58,58-59シーズンと連続で降格し、初のフォースディビジョン降格となった。
その後は3〜4部を行き来するシーズンが続くと、1997-98シーズンは4部で最下位に終わり、初の5部降格を喫した。2002-03シーズンからは2年連続で昇格を果たし、リーグ1まで昇格すると、2007-08シーズンは昇格プレーオフを勝ち上がり、チャンピオンシップへ昇格。実に50年ぶりの2部昇格となった。
これまでに1部昇格の経験は無く、歴代最高位はEFL参入初年度の1901-02シーズンの2部7位である。

## タイトル

### 国内タイトル
- フットボールリーグ1:1回

2012-13
- フットボールリーグトロフィー:1回

2006-07
- フットボールリーグ・サードディヴィジョン:32回

2003-04
- フットボールリーグ・サードディヴィジョン・ノース:3回

1934-35, 1946-47, 1949-50
- フットボールリーグ・フォースディヴィジョン:2回

1965-66, 1968-69
- ネイションワイド・カンファレンス・カップ:2回

1998-99, 1999-2000

### 国際タイトル
- なし

## 過去の戦績
| シーズン | ディビジョン        | ディビジョン | ディビジョン | ディビジョン | ディビジョン | ディビジョン | ディビジョン | ディビジョン | ディビジョン | FAカップ  | EFLカップ    | 欧州カップ / その他                               | 欧州カップ / その他  | 最多得点者               | 最多得点者 |
| シーズン | リーグ              | 試           | 勝           | 分           | 敗           | 得           | 失           | 点           | 順位         | FAカップ  | EFLカップ    | 欧州カップ / その他                               | 欧州カップ / その他  | 選手                     | 得点数     |
| -------- | ------------------- | ------------ | ------------ | ------------ | ------------ | ------------ | ------------ | ------------ | ------------ | --------- | ------------ | ------------------------------------------------- | -------------------- | ------------------------ | ---------- |
| 2004-05  | フットボールリーグ1 | 46           | 16           | 18           | 12           | 63           | 60           | 66           | 10位         | 2回戦敗退 | 3回戦敗退    | フットボールリーグトロフィー                      | 2回戦敗退            |                          |            |
| 2005-06  | フットボールリーグ1 | 46           | 20           | 9            | 17           | 55           | 51           | 69           | 8位          | 3回戦敗退 | 準々決勝敗退 | フットボールリーグトロフィー                      | 2回戦敗退            |                          |            |
| 2006-07  | フットボールリーグ1 | 46           | 16           | 15           | 15           | 52           | 47           | 63           | 11位         | 2回戦敗退 | 3回戦敗退    | フットボールリーグトロフィー                      | 優勝 (S)             |                          |            |
| 2007-08  | フットボールリーグ1 | 46           | 23           | 11           | 12           | 65           | 41           | 80           | 3位          | 1回戦敗退 | 2回戦敗退    | フットボールリーグトロフィーリーグ1プレーオフ2008 | 準々決勝敗退 (S)優勝 |                          |            |
| 2008-09  | チャンピオンシップ  | 46           | 17           | 7            | 22           | 42           | 53           | 58           | 14位         | 4回戦敗退 | 1回戦敗退    |                                                   |                      |                          |            |
| 2009-10  | チャンピオンシップ  | 46           | 15           | 15           | 16           | 59           | 58           | 60           | 12位         | 4回戦敗退 | 2回戦敗退    |                                                   |                      |                          |            |
| 2010-11  | チャンピオンシップ  | 46           | 11           | 15           | 20           | 55           | 81           | 48           | 21位         | 3回戦敗退 | 1回戦敗退    |                                                   |                      |                          |            |
| 2011-12  | チャンピオンシップ  | 46           | 8            | 12           | 26           | 43           | 80           | 36           | 24位         | 3回戦敗退 | 2回戦敗退    |                                                   |                      |                          |            |
| 2012-13  | フットボールリーグ1 | 46           | 25           | 9            | 12           | 62           | 44           | 84           | 1位          | 2回戦敗退 | 3回戦敗退    | フットボールリーグトロフィー                      | 準々決勝敗退 (S)     |                          |            |
| 2013-14  | チャンピオンシップ  | 46           | 11           | 11           | 24           | 39           | 70           | 44           | 22位         | 3回戦敗退 | 2回戦敗退    |                                                   |                      |                          |            |
| 2014-15  | フットボールリーグ1 | 46           | 16           | 13           | 17           | 58           | 62           | 61           | 13位         | 3回戦敗退 | 3回戦敗退    | フットボールリーグトロフィー                      | 準々決勝敗退 (S)     |                          |            |
| 2015-16  | フットボールリーグ1 | 46           | 11           | 13           | 22           | 48           | 64           | 46           | 21位         | 3回戦敗退 | 2回戦敗退    | フットボールリーグトロフィー                      | 2回戦敗退            |                          |            |
| 2016-17  | EFLリーグ2          | 46           | 25           | 10           | 11           | 85           | 55           | 85           | 3位          | 1回戦敗退 | 1回戦敗退    | EFLトロフィー                                     | 2回戦敗退            |                          |            |
| 2017-18  | EFLリーグ1          | 46           | 13           | 17           | 16           | 52           | 52           | 56           | 15位         | 3回戦敗退 | 3回戦敗退    | EFLトロフィー                                     | 2回戦敗退            |                          |            |
| 2018-19  | EFLリーグ1          | 46           | 20           | 13           | 13           | 76           | 58           | 73           | 6位          | 5回戦敗退 | 2回戦敗退    | EFLトロフィーリーグ1プレーオフ2019                | GS敗退準決勝敗退     |                          |            |
| 2019-20  | EFLリーグ1          | 34           | 16           | 11           | 9            | 51           | 33           | 54           | 9位          | 2回戦敗退 | 1回戦敗退    | EFLトロフィー                                     | 2回戦敗退            |                          |            |
| 2020-21  | EFLリーグ1          | 46           | 19           | 7            | 20           | 63           | 67           | 64           | 14位         | 4回戦敗退 | 1回戦敗退    | EFLトロフィー                                     | GS敗退               | フェジリ・オケナビルヒエ | 12         |
| 2021-22  | EFLリーグ1          | 46           | 10           | 8            | 28           | 37           | 82           | 38           | 22位         | 2回戦敗退 | 2回戦敗退    | EFLトロフィー                                     | 2回戦敗退            |                          |            |
| 2022-23  | EFLリーグ2          | 46           |              |              |              |              |              |              | 位           |           |              | EFLトロフィー                                     |                      |                          |            |

## 現所属メンバー
2019年8月16日現在
注：選手の国籍表記はFIFAの定めた代表資格ルールに基づく。
| No. | Pos. |                | 選手名                   |
| --- | ---- | -------------- | ------------------------ |
| 1   | GK   | アイルランド島 | イアン・ローラー         |
| 2   | DF   | イングランド   | ブラッド・ハリデイ       |
| 3   | DF   | イングランド   | リース・ジェームズ       |
| 4   | DF   | イングランド   | トム・アンダーソン       |
| 5   | DF   | ウェールズ     | ジョー・ライト           |
| 6   | MF   | イングランド   | ベン・シーフ             |
| 7   | MF   | アイルランド   | キーラン・サドリアー     |
| 8   | MF   | イングランド   | ベン・ホワイトマン ()    |
| 10  | MF   | イングランド   | ジョン・テイラー         |
| 11  | MF   | スコットランド | アリ・クロフォード       |
| 12  | MF   | スペイン       | マドガー・ゴメス         |
| 13  | GK   | イングランド   | ルイス・ジョーンズ       |
| 15  | DF   | イングランド   | アレックス・バプティスト |
| 16  | DF   | 北アイルランド | ダニー・エイモス         |
| 17  | MF   | イングランド   | マティ・ブレア           |
| 18  | MF   | アイルランド   | コディ・プライアー       |

| No. | Pos. |              | 選手名                   |
| --- | ---- | ------------ | ------------------------ |
| 19  | FW   | イングランド | アルフィー・メイ         |
| 20  | DF   | アイルランド | シェイン・ブラニー       |
| 21  | FW   | イングランド | ウィル・ロングボトム     |
| 22  | FW   | イングランド | マックス・ウォターズ     |
| 23  | FW   | イングランド | アレックス・キウォミャ   |
| 24  | GK   | セネガル     | セニー・ディエン         |
| 25  | DF   | イングランド | リアン・マクレーン       |
| 26  | MF   | イングランド | ジェームス・コッピンガー |
| 27  | MF   | イングランド | アンソニー・グリーブス   |
| 28  | DF   | イングランド | ブランデン・ホートン     |
| 29  | FW   | ウェールズ   | リーブス・ブーコック     |
| 30  | FW   | イングランド | マイロン・ギボンズ       |
| 31  | FW   | イングランド | ニール・エニス           |
| 32  | DF   | イングランド | キャメロン・ジョン       |
| 35  | MF   | イングランド | リラク・ハサニ           |

監督
- リッチー・ウェレンス

### ローン移籍選手
in
注：選手の国籍表記はFIFAの定めた代表資格ルールに基づく。
| No. | Pos. |              | 選手名                    |
| --- | ---- | ------------ | ------------------------- |
| 6   | MF   | イングランド | ベン・シーフ (アーセナル) |
| 24  | GK   | セネガル     | セニー・ディエン (QPR)    |

| No. | Pos. |              | 選手名                                                  |
| --- | ---- | ------------ | ------------------------------------------------------- |
| 31  | FW   | イングランド | ニール・エニス (ウルヴァーハンプトン・ワンダラーズ)     |
| 32  | DF   | イングランド | キャメロン・ジョン (ウルヴァーハンプトン・ワンダラーズ) |

## 歴代監督
- ロブ・ジョーンズ 2015
- ダレン・ファーガソン 2015-2018
- グラント・マッキャン 2018-2019
- ダレン・ムーア 2019-2021
- アンディ・バトラー 2021
- リッチー・ウェレンス 2021
- ギャリー・マクシェフリー 2021-

## 歴代所属選手

### GK
- イアイン・ターナー 2005
- ニール・サリヴァン 2006,2007-2013
- クリス・カークランド 2011
- カール・イケメ 2011,2012
- デイビッド・バットン 2012
- ロス・ターンブル 2013-2014
- ジェッド・スティアー 2014

### DF
- デヴィッド・ウィーター 2006
- マット・ミルズ 2007, 2008-2009
- シェルトン・マルティス 2008,2010-2013
- ジェイソン・シャッケル 2009-2010
- バイロン・ウェブスター 2009-2011
- マシュー・キルガロン 2011
- ジョージ・フレンド 2010-2012
- 尹錫榮 2013
- ボンガニ・クマロ 2013-2014
- エンダ・スティーヴンス 2013-2014,2014-2015
- ルーク・マカロー 2013-2019
- アブドゥライエ・メイテ 2014
- ガブリエル・タマシュ 2014
- ルーカス・ニール 2014

### MF
- ビリー・ブレムナー 1979-1981
- エル＝ハッジ・ディウフ 2011-2012
- ジレス・バーンズ 2011-2012
- デイビッド・コッテリル 2012-2014
- マーク・ダフィー 2013-2014
- アリ・クローフォード 2018-2019
- ジョシュ・シミズ 2020-2021

### FW
- ドナルド・グッドマン 2003
- アデバヨ・アキンフェンワ 2004
- ロス・マッコーマック 2006
- ビリー・シャープ 2009-2010,2010-2012,2014
- フェデリコ・マケダ 2013-2014